# Młodość Chopina
Młodość Chopina – polski film biograficzny z 1952 roku w reżyserii Aleksandra Forda. Zdjęcia kręcono w dniach 9 lutego-4 października 1951 roku w okolicach Łodzi, Łasku i Kazimierza Dolnego.

## Fabuła
Film opowiada o młodych latach życia słynnego kompozytora Fryderyka Chopina, a konkretnie o pięciu latach z jego życia (lata 1825-1830). Scenariusz filmu powstał na podstawie nowel o Chopinie autorstwa Jerzego Broszkiewicza, Gustawa Bachnera, Stanisława Hadyny i Jana Korngolda. Ponieważ film powstał w okresie socrealizmu, zgodnie z duchem epoki ukazuje postać kompozytora jako ówczesnego rewolucjonistę, co nie jest zgodne do końca z prawdą historyczną.

## Obsada
- Czesław Wołłejko – Fryderyk Chopin
- Aleksandra Śląska – Konstancja Gładkowska
- Jan Kurnakowicz – Józef Elsner, rektor szkoły
- Tadeusz Białoszczyński – Joachim Lelewel
- Gustaw Buszyński – Adam Jerzy Czartoryski
- Igor Śmiałowski – Tytus Woyciechowski, przyjaciel Chopina
- Jerzy Pietraszkiewicz – Bohdan Zaleski
- Józef Niewęgłowski – Dominik Alojzy Magnuszewski, przyjaciel Chopina
- Justyna Kreczmarowa – Zuzka
- Emil Karewicz – porucznik Józef Zaliwski
- Zbigniew Łobodziński – Seweryn Goszczyński
- Jerzy Kaliszewski – Maurycy Mochnacki
- Jerzy Duszyński – Stefan Witwicki
- Seweryn Butrym – książę Franciszek Ksawery Drucki Lubecki
- Leon Pietraszkiewicz – Nikołaj Nowosilcow
- Tadeusz Cygler – major Nikołaj Łunin
- Stefan Śródka – robotnik paryski
- Lech Ordon – śpiący student
- Maksymilian Chmielarczyk – Koźmian
- Henryk Modrzewski – podinspektor